# 28823 Archibald
28823 Archibald este un asteroid din centura principală de asteroizi.

## Descriere
28823 Archibald este un asteroid din centura principală de asteroizi. A fost descoperit pe 7 mai 2000 la Socorro, New Mexico, în cadrul proiectului LINEAR. Asteroidul prezintă o orbită caracterizată de o semiaxă mare de 2,58 ua, o excentricitate de 0,11 și o înclinație de 7,4° în raport cu ecliptica.